# Bulbophyllum fibrinum
Bulbophyllum fibrinum är en orkidéart som beskrevs av Johannes Jacobus Smith. Bulbophyllum fibrinum ingår i släktet Bulbophyllum och familjen orkidéer. Inga underarter finns listade i Catalogue of Life.